# Dobra Voda (Bośnia i Hercegowina)
Dobra Voda (cyr. Добра Вода) – wieś w Bośni i Hercegowinie, w Republice Serbskiej, w gminie Modriča. W 2013 roku liczyła 3 mieszkańców.